# Петровцы (Гродненская область)
Петро́вцы (бел. Пятроўцы) — деревня в Берестовицком районе Гродненской области Белоруссии.
Входит в состав Берестовицкого сельсовета.
Расположена в центральной части района. Расстояние до районного центра Большая Берестовица по автодороге — 9 км и до железнодорожной станции Берестовица — 17 км (линия Мосты — Берестовица). Ближайшие населённые пункты — Кончаны, Ойцово, Синьки. Площадь занимаемой территории составляет 0,0876 км², протяжённость границ 1348 м.

## История
Впервые упоминаются в XVI веке. На 1567 год значились как имение Петровщина — шляхетское владение в Гродненском повете Великого княжества Литовского. Находилось на тракте, ведущем в Свислочь из Вильно, Гродно и Меречи. После заключения Люблинской унии, с 1569 года в составе Речи Посполитой. За подавлением восстания Костюшко 1794 года последовал Третий раздел Речи Посполитой, в результате которого территория Великого княжества Литовского отошла к Российской империи и имение было включено в состав новообразованной Мало-Берестовицкой волости Гродненского уезда Слонимского наместничества. Затем с 1796 года в Литовской, а с 1801 года в Гродненской, губерниях. Петровцы отмечены как фольварк на карте Шуберта (середина XIX века). В 1890 году числились как деревня, имели 171 десятину земли. По описи 1897 года значилось 11 дворов с 82 жителями. В 1905 году 96 жителей. На 1914 год — 127 человек. С августа 1915 по 1 января 1919 года входили в зону оккупации кайзеровской Германии. Затем, после похода Красной армии, в составе ССРБ. В феврале 1919 года в ходе советско-польской войны заняты польскими войсками, а с 1920 по 1921 год войсками Красной Армии.
После подписания Рижского договора, в 1921 году Западная Белоруссия отошла к Польской Республике и деревня была включена в состав новообразованной сельской гмины Мала-Бжостовица Гродненского повета Белостокского воеводства. В 1924 году насчитывала 2 дыма (двора) и 13 душ (4 мужчин и 9 женщин). Все жители — белорусы православного вероисповедания.
В 1939 году, согласно секретному протоколу, заключённому между СССР и Германией, Западная Белоруссия оказалась в сфере интересов советского государства и её территорию заняли войска Красной армии. В 1940 году деревня вошла в состав новообразованного Малоберестовицкого сельсовета Крынковского района Белостокской области БССР. С июня 1941 по июль 1944 года оккупирована немецкими войсками. Деревня потеряла 6 жителей, погибших на фронте и в партизанской борьбе. С 20 сентября 1944 года в Берестовицком районе. В 1959 году насчитывала 66 жителей. С 25 декабря 1962 года по 30 июля 1966 входила в состав Свислочского района. 1970 году насчитывала 54 жителя. С 12 ноября 1973 года в Пархимовском сельсовете. На 1998 год насчитывала 9 дворов и 11 жителей.  До 21 июня 2003 года в составе колхоза «имени М. Горького» (бел. iмя М. Горкага). 18 октября 2013 года переведена в состав Берестовицкого сельсовета.

## Население
| 1897 | 1905 | 1914 | 1924 | 1959 | 1970 | 1998 | 1999 | 2009 | 2015 |
| ---- | ---- | ---- | ---- | ---- | ---- | ---- | ---- | ---- | ---- |
| 82   | 96   | 127  | 13   | 66   | 54   | 11   | 18   | 14   | 12   |

## Транспорт
Через деревню проходит автодорога местного значения Н6917 Петровцы—Синьки.